# 星梦奇缘
《星星在我心》（韓語：별은 내 가슴에，又名星夢奇緣）為MBC電視臺於1997年3月10日起製播的月火劇。该剧在中国播出后，安在旭成为当时在中国最具知名度的韩国演员，也是已故艺人崔真实的代表作之一。

## 剧情介绍
描寫孤兒出身的燕怡，歷經曲折後成為出色的服裝設計師的故事.

## 演员陣容

### 主要人物
- 崔真实 飾演 李燕怡/蘇菲亞
- 安在旭 飾演 江民
- 車仁杓 飾演 李俊喜

### 其他人物
- 全道嬿 飾演 楊順愛
- 朴元淑 飾演 宋女士
- 趙美玲 飾演 安李華
- 朴　哲 飾演 安李班
- 李英厚 飾演 安社長
- 吳志明 飾演 江將軍：江民的父親
- 鮮于龍女 飾演 金女士：江民的繼母
- 姜南吉 飾演 韓才峰
- 孟床訓 飾演 許強榮
- 田　雲 飾演 JS時尚會長
- 南成勛 飾演 俊英的父親
- 俞泰雄 飾演 李俊英
- 嚴侑信 飾演 呂靜姬：江民的生母
- 金諪恩 飾演 俊熙的秘書
- 徐有晶

## 腳註
1. ↑  第一代韩流明星—安在旭[永久]

## 外部連結
- 臺灣民視（繁體中文）
- 互联网电影数据库（IMDb）上《星梦奇缘》的资料（英文）

## 作品的變遷
| MBC 月火劇                        | MBC 月火劇                           | MBC 月火劇 |
| --------------------------------- | ------------------------------------ | ---------- |
|                                   | 星星在我心 （1997.3.10 - 1997.4.29） |            |
| 醫家兄弟 （1997.1.13 - 1997.3.4） | 山 （1997.5.12 - 1997.7.15）         |            |